# Овчинников, Павел Акимович
Па́вел Аки́мович Овчи́нников (23 июня 1830 — 7 апреля 1888) — фабрикант, золотых дел мастер и мануфактур-советник, основатель национальной ювелирной школы, почетный гражданин Москвы, гласный Московской городской думы, член Биржевого комитета и Купеческой управы.

## Биография
Павел Акимович Овчинников родился 23 июня (5 июля по новому стилю) 1830 года в селе Отрадном Московской губернии, в семье крепостных крестьян.
В 1842 году двенадцатилетнего подростка хозяин, князь Волконский, отправил в Москву в целях развития художественных способностей, в мастерскую, где производили золотые и серебряные изделия. В мастерской Павел вырос от ученика до мастера. Благодаря приобретённым умениям освободился из крепостных, в 1850 году стал вольным и женился, а на тысячу рублей приданого своей жены организовал своё дело.
В 1851 году Павел Овчинников основал собственную мастерскую, позднее брат передал ему свое хозяйство, и в 1853 году была открыта фабрика по производству золотых и серебряных изделий в Москве, на Таганке, в 1-м Гончарном переулке, в доме Лежнева. Годовой оборот в 1853 году составил 25 тысяч рублей, в 1854—1855 годах он был уже 1,5 миллиона рублей
Производство Овчинникова отличало характерное использование русского стиля. Богатая цветовая палитра, драгоценные металлы и русские орнаменты были приспособлены для современности, и изделия отвечали потребностям своего времени.

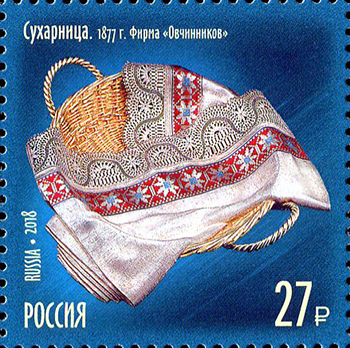
Почтовая марка 2018 год. Сухарница. 1877 г. Фирма «Овчинников».

В 1865 году на Московской международной выставке Павел Овчинников получил звание придворного поставщика. За свои работы он был удостоен пяти российских орденов, удостоен австрийским, бельгийским и французским орденами.
Фабрика Овчинникова производила предметы для широкого быта, это и посуда, и письменные приборы, и ларцы, альбомы, портсигары, а также и разнообразная религиозная утварь.
В 1871 году Павел Акимович продолжил развитие, занялся обучением и открыл при своей фабрике школу для подготовки мастеров по драгоценным металлам с ориентиром на 130 человек.
Уже через год, на Всероссийской художественно-промышленной выставке 1882 года, его школа была отмечена серебряной медалью «за выставленные предметы, относящиеся к лепке из глины и письму по эмали, а также за рисунки и композиции самих учеников».
В 1873 году фабрика начала расширение, и был открыт филиал в Петербурге.
С 1876 года Павел Акимович опробовал себя в органах власти и избирался на должность Гласного Московской Городской Думы, был также Членом Московской Купеческой управы и Членом Московского Биржевого комитета.
В 1881 году Овчинников повторно подтвердил звание Поставщика Двора Его Императорского Величества.
Спустя 7 лет, 7 апреля 1888 года, Павел Акимович умер и был похоронен на Калитниковском кладбище в Москве. После его смерти дело подхватили его сыновья: Александр, Михаил, Николай и Павел.
С 1917 года ввиду Октябрьской революции, массовой экспроприации и социализации имущества традиции предпринимателя были оборваны, и фирма прекратила своё существование.
Продукция Овчинникова находятся как в Государственном Историческом Музее Москвы, так и в иных европейских коллекциях, в том числе королевских домов.